# Veliki kanal
Veliki kanal, vrlo često i Carski kanal (kineski: 大運河, pinyin: Dà Yùnhé) poznat i pod nazivom Veliki kanal Beijing-Hangzhou (kineski: 京杭大運河, pinyin: Jīng Háng Dà Yùnhé) je najduži postojeći kanal ili umjetna rijeka na svijetu. Najstariji dio kanala datira se u 5. stoljeće pr. Kr. a različiti dijelovi kanala su konačno dovršeni i povezani u jedan u vrijeme dinastije Sui (581. – 618.). To je bio najveći građevinski pothvat na svijetu sve do vremena industrijske revolucije. Po završetku, Veliki kanal je činio kralježnicu Carstva i njegove kontinentalne komunikacije, te je zahvaljujući prijevozom žita, riže i strateških resursa, došlo do napretka Carstva koje je hranilo brojnu populaciju. Pored prijevoza, voda iz kanala korištena je i za navodnjavanje.
Gradnja kanala proistekla je iz potrebe jednostavnijeg (vodom) i sigurnijeg povezivanja sjevernih i južnih dijelova Kine. Zbog konfiguracije tla gotovo sve velike plovne rijeke u Kini teku od zapada prema istoku, a veze okomite na njih (sjever - jug) bile su samo kopnene, značajno teže i manje sigurne. To je bila i jedna od prepreka snažnije međusobne integracije tih područja, što je dijelom olakšano i gradnjom ovog kanala.
Do 13. stoljeća Veliki kanal je imao više od 2.000 km umjetnih prolaza povezujući dvije najvažnije riječne doline Kine, od Pekinga na sjeveru do pokrajine Zhejiang na jugu. Kroz povijest je imao presudnu ulogu u osiguravanju gospodarskog napretka Kine i njezine stabilnosti, a njezina uloga važne unutarnje komunikacije je ostala sve do danas.
Ukupna dužina Carskog kanala danas je oko 1.770 km. Najveću nadmorsku visinu kanal doseže u planinama Shandong i iznosi oko 42 m/Nm. Nakon što je u 10. stoljeću (u vrijeme dinastije Song) osmišljena mogućnost premošćivanja visinskih razlika u kanalu uz pomoć ustava, kineski brodovi više nisu imali problema i plovili su cijelom dužinom kanala bez pretovara tereta (što je do tada bilo neophodno). O dimenzijama i veličanstvenosti kanala i svom divljenju prema njemu trag su ostavili mnogi vjerodostojni povjesničari, uključujući japanskog redovnika Ennina (794. – 864.), perzijskog povjesničara Rašida al-Dina Hamadanija (1247. – 1318.) i korejskog dužnosnika Choe Bua (1454. – 1504.).
Povremene poplave Žute rijeke ugrožavale su sigurnost i funkcionalnost kanala, a u ratnim vremenima visoki nasipi uz Žutu rijeku namjerno su rušeni kako bi neprijateljske snage bile poplavljene. To je izazivalo velike ljudske nesreće i ekonomske poteškoće. Usprkos tim povremenim razdobljima pustošenja i prestajanja korištenja, Veliki kanal je stoljećima imao ogromnu ulogu u razvoju i rastu tržišta kineskih urbanih centara.  